# Santa Juana Segunda Sección
Santa Juana Segunda Sección är en ort i Mexiko, tillhörande kommunen Almoloya de Juárez i den västra delen av delstaten Mexiko, i den centrala delen av landet. Orten hade 864 invånare vid folkräkningen 2010.